# Toxicodendron vernix
Toxicodendron vernix är en sumakväxtart som först beskrevs av Carl von Linné, och fick sitt nu gällande namn av Carl Ernst Otto Kuntze. Toxicodendron vernix ingår i släktet Toxicodendron och familjen sumakväxter. Inga underarter finns listade i Catalogue of Life.

## Trivialnamn
Arten kallas på engelska Poison Sumac. Av svenskarna i Nya Sverige kallades den kärrsaltenbrass.